# Centro de detenção Estádio Nacional de Chile

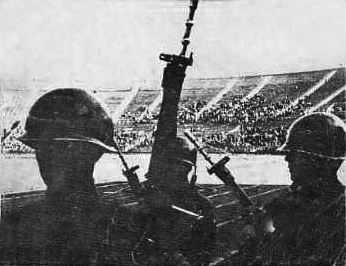
Militares chilenos vigiando prisioneiros no Estádio Nacional, em 1973.

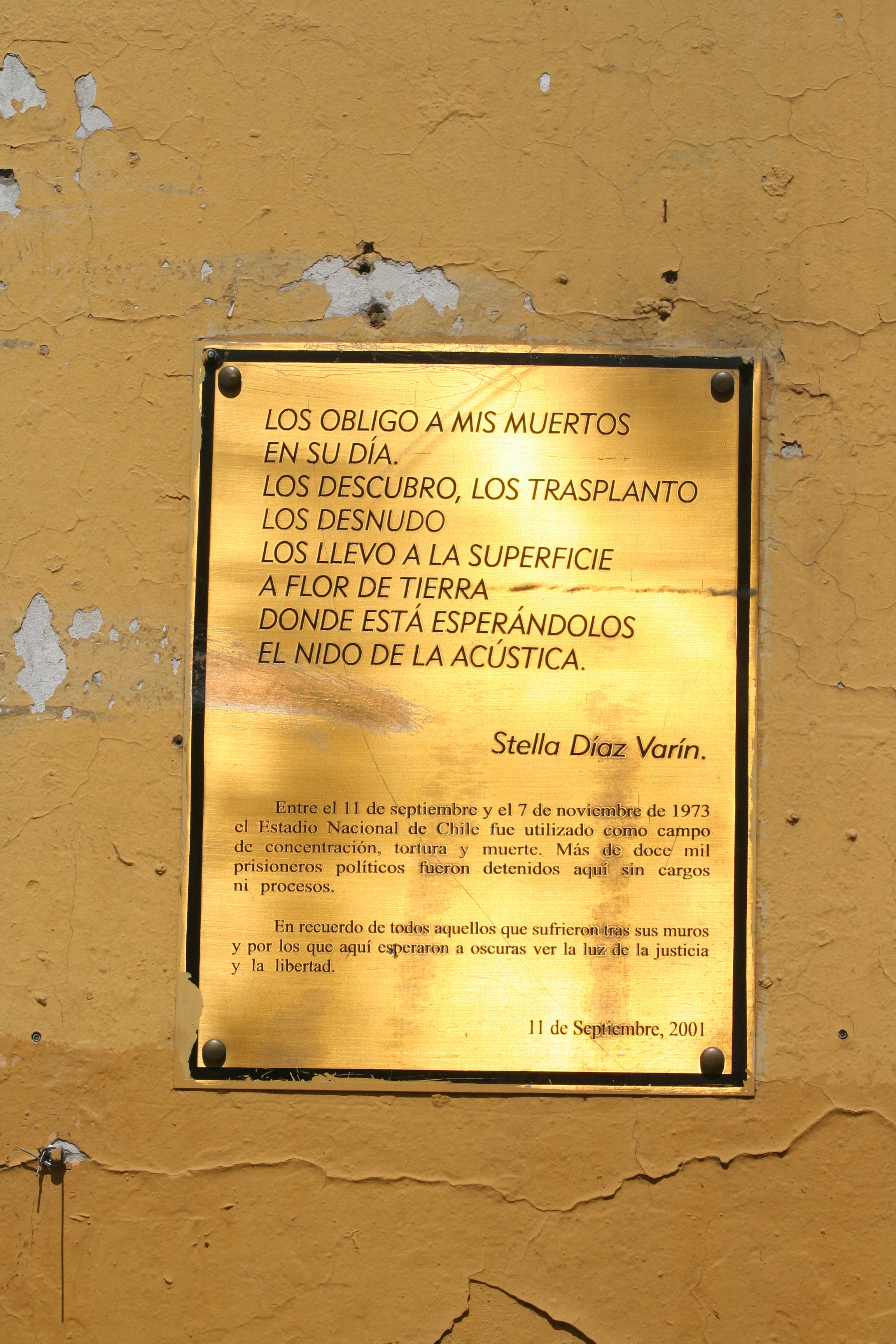
Placa que recorda os detentos durante os primeiros dias do regime de Pinochet.

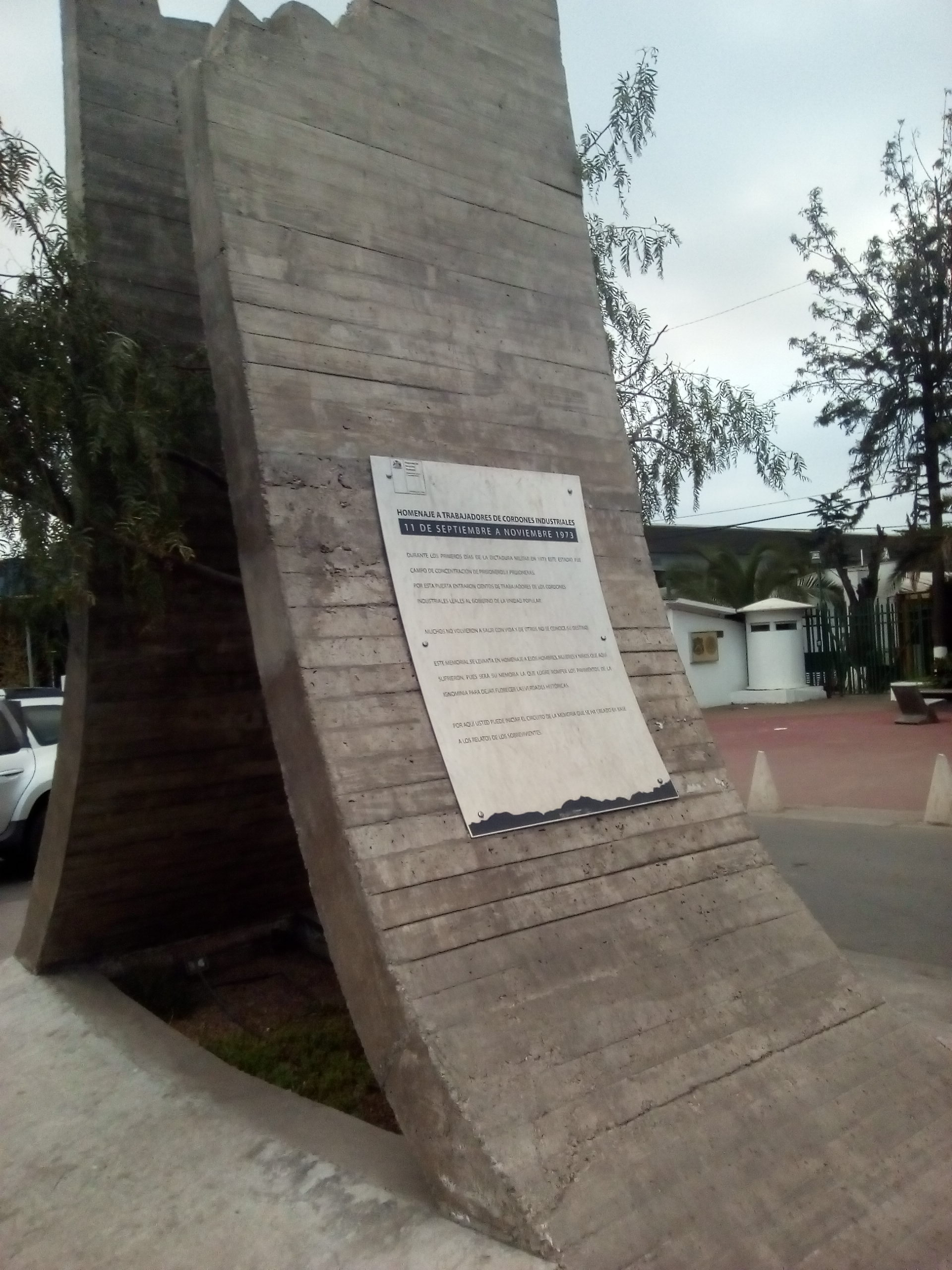
Monumento que recorda os detentos durante o regime de Pinochet.

O Estádio Nacional foi um centro esportivo chileno usado como um campo de concentração  para prisioneiros políticos,  em setembro de 1973, durante os primeiros dias do golpe de Estado liderado por Augusto Pinochet que derrubou a governo de Salvador Allende.
Nas décadas anteriores, no setor de Ñuñoa, formou-se um distrito industrial chamado "Cordón Vicuña Mackenna", onde os trabalhadores eram em sua maioria afiliados a poderosos sindicatos da tendência da esquerda política. Após o golpe, as forças de repressão usaram as instalações deste estádio como um gigantesco centro de detenção e tortura de opositores da ditadura, entre 12 de setembro e 9 de novembro.
Mais de quarenta mil pessoas foram detidas no estádio durante esse período. Em um único dia, a Cruz Vermelha estimou os prisioneiros em sete mil pessoas, das quais cerca de 300 eram estrangeiros.
De acordo com depoimentos de sobreviventes reunidos por essa instituição humanitária, tortura e ameaças de execuções contra os detentos foram cometidas no estádio. Além disso, pessoas encapuzadas caminhavam entre os prisioneiros delatando os militantes de partidos de esquerda, que foram perseguidos pela ditadura. Alguns deles eram baleados na hora e outros eram levados para lugares desconhecidos e executados.

## A partida Chile-União Soviética
Durante as eliminatórias da Copa do Mundo de Futebol de 1974, haveria no Estádio Nacional uma partida entre o Chile e a União Soviética, no dia 23 de novembro de 1973. A equipe chilena havia empatado em um jogo na cidade de Moscou e haveria uma segunda partida em Santiago. A FIFA criou uma comissão para inspecionar o Estádio Nacional, que havia sido preparado para a ocasião, mas ainda contava com cerca de 7.000 detentos. Segundo o testemunho de Gregorio Mena Barrales, um político preso naquele estádio, a comissão "visitou o campo, caminhou pela quadra, olhou com olhos distantes para os prisioneiros e deu seu parecer: no estádio é possível jogar". Enquanto a comissão da FIFA examinava o campo , os detidos estavam escondidos dentro da estrutura. Antes da partida, os detidos foram transferidos para um local de detenção no deserto de Atacama.
No entanto, os soviéticos nunca viajaram, alegando questões políticas e de segurança, argumentando que o Estádio Nacional era um centro de detenção ilegal, onde mais de 7.000 presos políticos estavam detidos e onde muitos dissidentes foram torturados após o golpe de Estado contra Salvador Allende. A decisão da URSS foi apoiada por vários de seus países aliados, especialmente pela Alemanha Oriental, que já estava classificada e ameaçou boicotar o evento da Copa do Mundo. Os soviéticos enviaram uma carta à FIFA explicando que "por considerações morais, os soviéticos não podem neste momento jogar no estádio de Santiago, salpicados com o sangue dos patriotas chilenos".
O Chile exigiu uma indenização de US$ 300 mil caso os soviéticos não comparecessem, alegando que não poderiam colocar os ingressos à venda e o custo de preparar o jogo. A FIFA declarou a partida como uma vitória por 2 a 0 para o Chile, por W.O.  No entanto, a FIFA providenciou que a partida fosse realizada de qualquer maneira. A partida contou com a presença de 15.000 pessoas O jogo durou 30 segundos, no qual a equipe chilena a marou um gol com o chute inicial. Quando chegaram na área, conforme haviam combinado, o capitão, Francisco "Chamaco" Valdés, chutou a bola em direção a um gol vazio.
Alguns anos mais tarde, alguns membros da equipe soviética declararam que pensavam que seu governo não queria perder para um país com uma ideologia política diferente e que, em vez disso, conquistaram uma vitória moral aos olhos do mundo.

## Atualmente

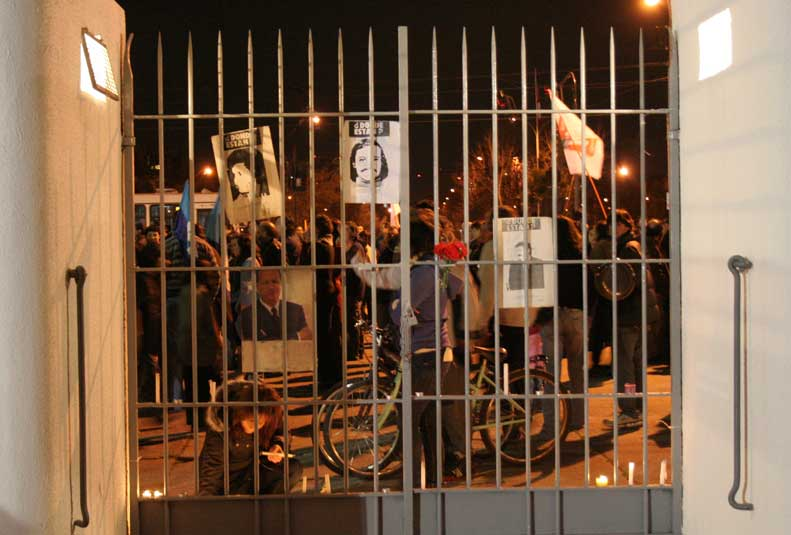
Entrada nº 8 com cartazes alusivos aos direitos humanos

Após a redemocratização do país, o governo de Patricio Aylwin fez um ato de reconciliação em repúdio às atrocidades cometidas pelo Estado chileno no local. Na ocasião, o presidente solenemente pediu perdão às vítimas.
Atualmente no estádio há uma seção fechada de assentos nas arquibancadas, que é mantida como memorial dessa época. Além disso, a Entrada nº 8 é um local de procissão.
Anualmente, em 11 de setembro, data do golpe militar de 1973, grupos e organizações de direitos humanos costumam prestar homenagens nos arredores do estádio. Na arquibancada, jogadores também colocam plantas como homenagem.

## Na arte
Este lugar de detenção tem inspirado numerosas obras de teatro e de literatura.
O executado mais famoso do Estádio Nacional foi o estadounidense Charles Horman. Fizeram livros e ao menos dois filmes sobre sua história. A vida e o trabalho do jornalista inspiraram o exitoso livro The Execution of Charles Horman, publicado por Thomas Hauser em 1978, e o filme Missing - O Desaparecido, de Costa Gavras. Ambas as obras também expõem o encobrimento e manipulação dos militares e funcionários da embaixada dos EUA envolvidos em sua prisão e assassinato e no desaparecimento de outro americano, Frank Terrugi, segundo depoimentos de amigos e parentes. O Congresso dos Estados Unidos e seus inúmeros amigos contribuíram com outros antecedentes sobre sua curta mas brilhante carreira.
Também foi produzida a obra teatral  Escotilla N° 8, que recorda essa época escura.
Um personagem que permaneceu no imaginário coletivo foi um homem encapuzado que foi conduzido pelos militares às fileiras dos detentos e isso apontava para os líderes e personagens politicamente perigosos para o novo regime. Foi discutido se foi uma ou várias pessoas que usaram essa máscara para revelar seus colegas de trabalho